# Edele achtvoudige pad
Het edele achtvoudige pad is het boeddhistische pad naar verlichting. Het zet in acht onderdelen uiteen hoe de mens de onrust van geest en het lijden kan overwinnen. In de Dhammacakkappavattana Sutta wordt de eerste uitleg van het achtvoudige pad beschreven.

## Het boeddhistische pad
Het boeddhistische pad, zoals in Gautama's eerste les De Eerste Wenteling van het Rad van Dharma uiteengezet, kent 37 aspecten, verdeeld in zeven categorieën. De zevende en laatste categorie met acht aspecten is het edele achtvoudige pad.

## Het achtvoudige pad
Boeddha beschreef het achtvoudige pad als volgt:
Dit, monniken, is de Edele Waarheid van het Pad dat leidt naar de Opheffing van Lijden: Het is eenvoudigweg het Edele Achtvoudige Pad, namelijk:
1 juiste begrip / juiste inzicht (pali: samma ditthi)
1. Begrijpen wat lijden is (dukkhe ñana).
2. De oorzaak van lijden begrijpen (dukkhasamudaye ñana).
3. De opheffing van lijden begrijpen (dukkhanirodhe ñana).
4. Het pad begrijpen dat leidt naar de opheffing van lijden (dukkhanirodhagamini patipadaya ñana).

2 juiste gedachten / juiste intenties / juiste bedoelingen (pali: samma sankappa)
1. Gedachten van het verzaken van zelfzucht (nekkhamma sankappa).
2. Gedachten van welwillendheid, liefdevolle vriendelijkheid (avyapada sankappa).
3. Gedachten van geweldloosheid, harmonie of mededogen (avihimsa sankappa).

(Deze eerste twee waarheden vormen samen de groep van wijsheid. Pali: paññakkhandha)
3 juist spreken (pali: samma vaca).
1. Onthouding van het vertellen van leugens (musavada veramani).
2. Onthouding van het spreken van lasterende taal (pisunaya vacaya veramani).
3. Onthouding van het spreken van harde woorden (pharusaya vacaya veramani).
4. Onthouding van onzinnig gepraat (samphappalapa veramani).

4 juist handelen (pali: samma kammanta)
1. Onthouding van doden (panatipata veramani).
2. Onthouding van nemen wat niet gegeven is (adinnadana veramani).
3. Onthouding van seksueel wangedrag (kamesu micchacara veramani)

5 juiste wijze van levensonderhoud (pali: samma ajiva)
1. Geen handel in wapens.
2. Geen handel in slaven en prostitutie.
3. Geen handel in levende wezens voor vleesproductie en slachterij of iedere andere handel in wezens.
4. Geen handel in vergif.
5. Geen handel in bedwelmende middelen.

(De waarheden drie, vier en vijf vormen samen de groep van moraliteit. Pali: Silakkhandha)
6 juiste inspanning (pali: samma vayama)
1. Slechte gedachten en heilloze (akusala) zaken die nog niet opgekomen zijn vermijden (samvara padhana).
2. Het overwinnen van slechte gedachten en heilloze zaken die reeds opgekomen zijn (pahana padhana).
3. Het opwekken en ontwikkelen van heilzame (kusala) zaken en goede gedachten die nog niet opgekomen zijn (bhavana padhana).
4. Het tot groei brengen van heilzame zaken en goede gedachten die reeds opgekomen zijn (anurakkana padhana).

7 juiste indachtigheid / juiste meditatie / juiste mindfulness (aandacht, bewustzijn, concentratie, pali: samma sati) 
1. Bewustzijn van het lichaam in en van zichzelf (kaya nupassana).
2. Bewustzijn van gevoelens in en van zichzelf (vedana nupassana).
3. Bewustzijn van de geest in en van zichzelf (citta nupassana).
4. Bewustzijn van mentale objecten in en van zichzelf (dhamma nupassana) namelijk:

- De vijf hindernissen (pañca nivarana).

(zinnelijk verlangen, kwade wil, luiheid of traagheid, rusteloosheid of bezorgdheid, sceptische twijfel)
- De vijf aggregaten van hechten (pañca upadana kkhandha).

(materie, gewaarwording, perceptie, intenties, bewustzijn of aandacht)
- De zes innerlijke en zes uiterlijke zintuigsferen (salayatana)

(oog, oor, neus, tong, lichaam, geest en vorm, geluid, reuk, smaak, het tastbare, mentale objecten)
- De zeven factoren van verlichting (bojjhanga).

(indachtigheid, onderzoek naar waarheid, energie, vreugde, kalmte, concentratie, gelijkmoedigheid)
- De vier edele waarheden (cattari ariya sacca).

8 juiste concentratie (pali: samma samadhi)
1. Suta mayã pañña, ontvangen wijsheid, 1e transformatie.
2. Cintã-mayã pañña, wijsheid vanuit ervaren, 2e transformatie.
3. Bhãvanã-mayã pañña, wijsheid vanuit zelfinzicht, 3e transformatie.

(De waarheden zes, zeven en acht vormen samen de groep van concentratie. Pali: Samadhikkhandha).

## Opmerkingen bij het achtvoudige pad

### Tien onderdelen
In de Mahacattarisaka Soetra, Majhima Nikaya 117, worden nog een negende en een tiende element genoemd:
"In iemand met juiste concentratie ontstaat juiste kennis. In iemand met juiste kennis ontstaat juiste bevrijding. Aldus bestaat de praktijk van een leerling uit acht elementen, en is de Arahant voorzien van tien elementen.
Het opnemen van juiste kennis en juiste bevrijding kan een latere toevoeging zijn, onder invloed van de Abhidhamma:
"[...] dit kan een latere invloed zijn van de Abhidhamma op de Pali suttas, indien men [...] kennis interpreteert als de kennis dat bevrijding plaatsgevonden heeft[...]: 'juiste kennis is de terugblikkende kennis dat juiste bevrijding bereikt is door het bereiken van vrijheid van begeerte, haat en waanideeën'. [...] Merk op dat de (ultieme) kennis van de Vier Edele Waarheden volgens vele suttas gewoon een onderdeel is van juiste visie."

### Samenhang van de acht onderdelen
De acht stappen van het pad worden niet in volgorde genomen. Ontwikkeling vindt plaats op het pad als geheel. Verschillende onderdelen kunnen tijdelijk een voorname plaats hebben in iemands doen en laten, maar belangrijkste is het Pad als geheel, niet de onderdelen van het pad. De acht stappen van het pad versterken en ondersteunen elkaar. Moreel gedrag leidt tot wijsheid en concentratie, wijsheid leidt tot concentratie en moreel gedrag, en concentratie leidt tot moreel gedrag en wijsheid. Wanneer het pad als geheel zeer sterk ontwikkeld is, is het mogelijk verlichting te bereiken.

### Vertaling van Sammã - juist
Het pali-woord sammã (sanskriet: 'Samyag') wordt in de westerse literatuur vaak vertaald als 'juist'. De Duitse boeddhistische geleerde lama Anagarika Govinda (1898-1985) gebruikte de term 'volkomen' om aan de oorspronkelijke betekenis van het woord in de zin van een heelheid of volledigheid recht te doen. Noch het sanskriet- noch de pali term verwijst naar de tegenstelling juist-onjuist en wordt ook nooit als zodanig vertaald.

## Indeling in drieën
De acht onderdelen van het pad kunnen gegroepeerd worden in de drie aspecten.

### Sila, samadhi, prajna
Als het boeddhistische pad begint bij inzicht in de vier edele waarheden is de volgorde Pañña (wijsheid), Sīla (moreel gedrag) en Samadhi (concentratie).
| Indeling                                     | Factoren                 |
| -------------------------------------------- | ------------------------ |
| Wijsheid (Sanskriet: prajñā, Pāli: pañña)    | 1. Juist inzicht         |
| Wijsheid (Sanskriet: prajñā, Pāli: pañña)    | 2. Juiste bedoeling      |
| Ethisch gedrag (Sanskriet: śīla, Pāli: sīla) | 3. Juiste woorden        |
| Ethisch gedrag (Sanskriet: śīla, Pāli: sīla) | 4. Juiste handeling      |
| Ethisch gedrag (Sanskriet: śīla, Pāli: sīla) | 5. Juist levensonderhoud |
| Concentratie (Sanskriet en Pāli: samādhi)    | 6. Juiste inspanning     |
| Concentratie (Sanskriet en Pāli: samādhi)    | 7. Juist bewustzijn      |
| Concentratie (Sanskriet en Pāli: samādhi)    | 8. Juiste concentratie   |

### Trini siksani - drie trainingen
In latere tradities spreekt men niet van 'juist' maar van 'zuiver'. Tevens verandert de volgorde van de drie groepen en wordt het achtvoudige pad wel een opeenvolging van stappen die gezet worden. Eerst moet de juiste houding, Sillã, worden ontwikkeld, voordat men aan meditatie kan beginnen, waaruit wijsheid of inzicht voortvloeit:
| Indeling                       | Factoren                  |
| ------------------------------ | ------------------------- |
| Houding (sillã)                | 1. Zuiver spreken         |
| Houding (sillã)                | 2. Zuiver handelen        |
| Houding (sillã)                | 3. Zuiver levensonderhoud |
| Concentratie (Bhavana samadhi) | 4. Zuivere inspanning     |
| Concentratie (Bhavana samadhi) | 5. Zuivere opmerkzaamheid |
| Concentratie (Bhavana samadhi) | 6. Zuivere concentratie   |
| Wijsheid (Bhavana pañña)       | 7. Zuiver inzicht         |
| Wijsheid (Bhavana pañña)       | 8. Zuivere bedoeling      |

## Trivia
- Het eerste kinderboek van de Nederlandse schrijver en zen-student Janwillem van de Wetering was gebaseerd op het achtvoudige pad. De Nederlandstalige versie verscheen onder de titels Kleine uil en Samen kwamen ze heel ver.